# Дюфур, Жозеф
Жозеф Дюфур (фр. Joseph Dufour; 1757, Траме (фр.), департамент Сона и Луара — 1820, Париж) — французский коммерсант, основатель производства расписных обоев и тканей (Manufacture de Papier Peints et Tissus), расположенного в Маконе, Франция. Производитель декоративных обоев, образующих огромные изобразительные панно во всю стену.

## Биография Дюфура
Многие годы считалось, что Жозеф Дюфур родился в 1752 году. Источником ошибки была неточность в месте его рождения. Действительно, его тёзка Жозеф Дюфур родился в Маконе в 1752 году, но основатель мануфактуры Дюфур родился в Траме в 1757 году и был вторым ребёнком Клода Дюфура и Франсуазы Брайон.
Жозеф Дюфур обучался обойному делу и работал в Лионе, который был центром текстильной и обойной промышленности. В 1797 году Жозеф вместе со своим братом Пьером основал компанию в Маконе, на улице де ла Паруас. У них работал известный в Лионе рисовальщик-декоратор Жан-Габриэль Шарве (фр.). Их первые несколько лет были не очень успешными; и в 1800 году Пьер покинул компанию. С 1801 года предприятие работало под названием «Joseph Dufour et Cie».
Затем мастерская стала быстро развиваться, и в 1805 году в ней трудилось более девяноста рабочих. Дюфур стал выпускать красочные обои на бумаге вместо принятых ранее и более дорогих обоев на шёлковых тканях. После успеха компании на Четвёртой выставке продукции французской промышленности в 1806 году Жозеф Дюфур переехал в Париж, в фобур Сен-Антуан. Его компания быстро прославилась в Европе и Америке не только своими панорамами, но и «повторяющимися обоями». Компания стала использовать рисунки многих известных художников.
Жозеф Дюфур скончался в Париже в 1827 году. Его зять взял на себя бизнес, но через несколько лет продал его. Деревянные доски, с которых производили печать на бумагу и ткани, были разрознены и позднее утрачены.

## «Дикари Тихого океана»
В 1806 году Жозеф Дюфур в сотрудничестве с художником Жаном-Габриэлем Шарве выпустил набор живописных обоев из двадцати панелей под названием «Дикари Тихого океана» (Sauvages de la Mer du Pacifique), основанные на рисунках, изображающих эпизоды знаменитых путешествий Джеймса Кука.
Жан-Габриэль Шарве (1750—1829) учился рисованию в школе Дессен в Лионе у французского художника Доната Ноннота (1708—1785). В 1773 году Шарве отправился в Гваделупу на Карибах по делам своего дяди и оставался там в течение четырёх лет, изучая местную флору и фауну, а также делая пейзажные зарисовки. В 1785 году он основал школу рисования в Анноне, к югу от Лиона. Анноне был регионом производства бумаги с XVI века. Обои по рисункам Шарве были показаны в Париже на Четвёртой выставке продукции французской промышленности в 1806 году.
Обои были напечатаны в цвете с нескольких деревянных досок. Когда Дюфур приступил к реализации своего проекта, только что изобретённая техника непрерывной печати с вращающегося вала ещё не была коммерчески доступна. Вместо этого небольшие прямоугольные листы для ручной печати соединялись по краям в длинные рулоны, затем обрезались до нужной длины (примерно 61 × 249 см). После этого на всю панель с помощью кисти наносили тонированный слой на водной основе, который служил грунтовкой для последующей печати. Этот светло-голубой слой также давал цвет неба в пейзажных композициях. Для каждого цвета многокрасочной печати, как в традиционной цветной ксилографии (гравюре на дереве), гравировалась отдельная доска, для печати одного декоративного панно требовалось до шестидесяти досок. Рисунок мелких деталей дополняли ручной росписью гуашью с использованием трафарета.
На панно изображены исторические события, основанные на отчётах Джеймса Кука и Лаперуза и рисунках, сделанных членами их экипажей. Для некоторых фигур жителей островов Тихого океана использовали более знакомые мотивы росписей из древних Помпей, которые были заново открыты в 1748 году, другие основаны на известных греческих и римских скульптурах.
Иные образцы представляли собой «итальянские пейзажи с античными фигурами». Они становились важной частью убранства светских салонов периода ампира и реставрации Бурбонов, когда красочные бумажные обои входили в моду. Похожие обои выпускал Жан Зюбер.

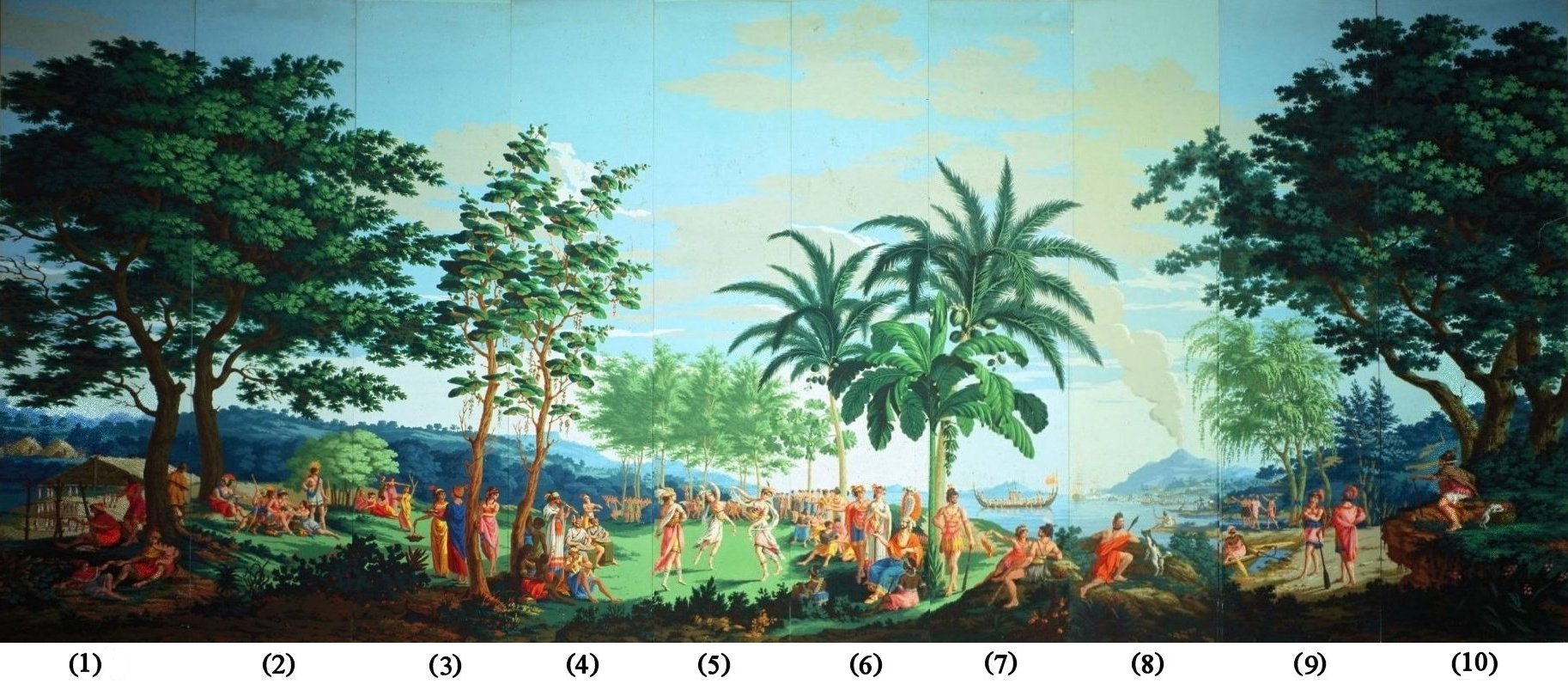
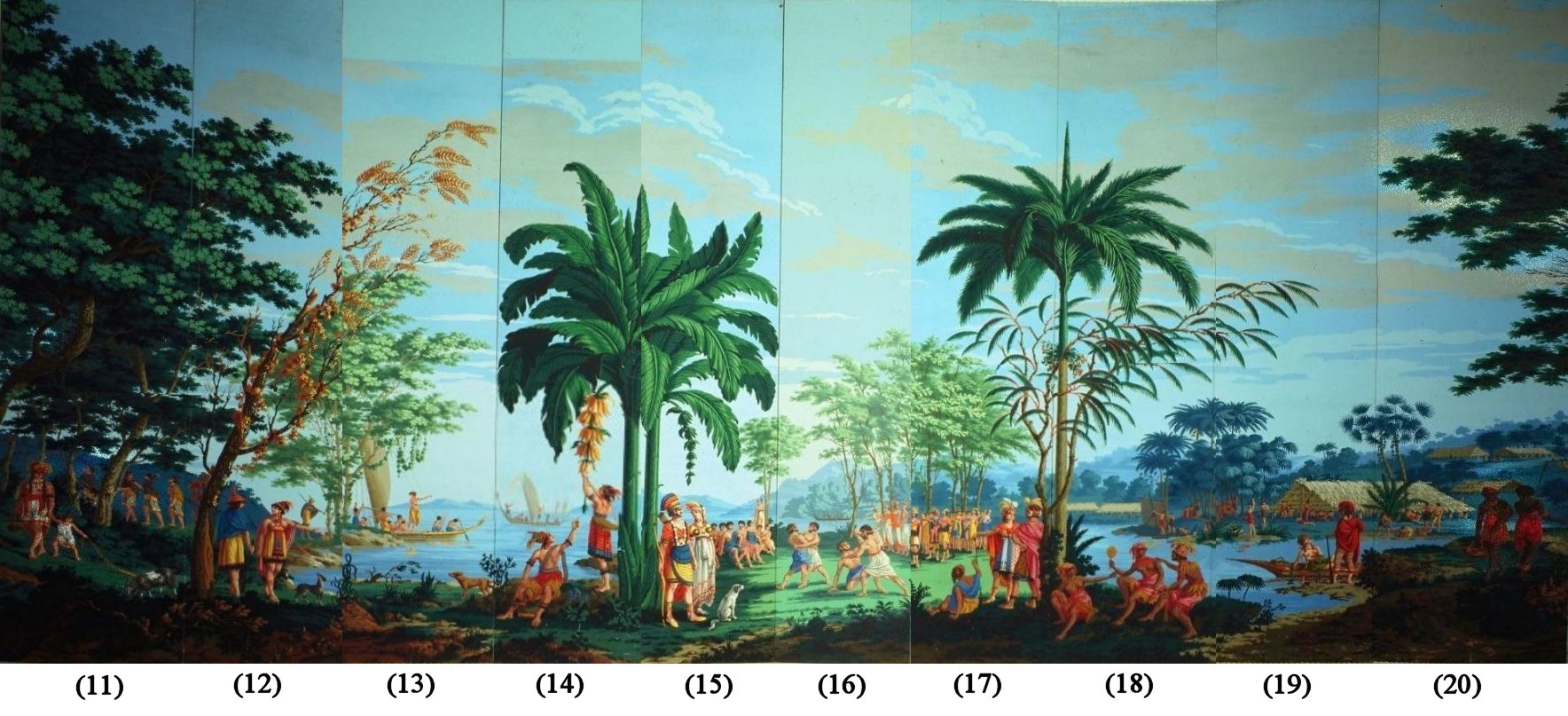